# Trump Entertainment Resorts
La Trump Entertainment Resorts est une entreprise filiale de la Trump Organization. La société possédait notamment le Trump Taj Mahal à Atlantic City, l'un des plus grands casinos du monde. Elle a été fondée en 1995 par Donald Trump.

## Informations
En 1985, Donald Trump ouvre le complexe hôtel-casino Trump's Castle à Atlantic City. En 1988, Donald Trump rachète le Plaza Hotel de New York pour 407 millions de dollars.
En 1991 et 1992, Trump Hotels and Casino Resorts déclare ses entités Trump Taj Mahal Associates, Trump Castle Associates et Trump Plaza Associates en faillite. Le Plaza Hotel de New York, également déclaré en faillite, est revendu en 1995. 
En 1995, Trump Hotels and Casino Resorts est lancée en bourse, avec 4 hôtels dans son portefeuille d'actifs : le Trump Plaza, le Trump's Castle, le Trump Taj Mahal, ainsi qu'un emporium à Gary, Indiana. En un an, Trump Hotels atteint une valuation boursière dépassant le milliard de dollars, mais à laquelle se jouxte une dette de $1,8 milliard.
De 1995 à 2009, Donald Trump est membre du conseil d'administration de Trump Hotels and Casino Resorts, et CEO de 2000 à 2005. En 2004, la filiale est renommée Trump Entertainment Resorts. Sur les 13 années de Donald Trump au conseil d'administration, Trump Entertainment Resorts enregistre une perte totale de $1,1 milliard, et s'est déclarée en faillite deux fois (en 2004 et en 2009). Parallèlement, Donald Trump a touché un total de $82 millions pour sa fonction au sein de la filiale, étant rémunéré sur l'EBITDA de la société, et non son résultat final. Il profite de sa position pour réaliser plusieurs opérations immobilières à son profit personnel et aux frais de son groupe.
De 1996 à 2002, la valeur de l'action Trump Hotels and Casino Resorts chute de $29,25 à $0,65.
En février 2009, Donald et Ivanka Trump quittent le conseil d'administration, et la société se déclare en faillite. En septembre 2014, Trump Entertainment Resorts se déclare en faillite, la quatrième fois depuis sa création. Donald Trump s'est alors déjà séparé de l'entité, et a même réclamé que son nom soit retiré des enseignes du groupe. Le futur président admet en 2016 être un adepte de la dette, et avoir bâti sa fortune sur les bénéfices liés à l'endettement.
En octobre 2015, le CEO Robert Griffin quitte ses fonctions à la tête du groupe hôtelier. En mars 2016, Trump Entertainment Resorts déclare être sortie de la faillite, avec l'appui financier de Carl Icahn qui rachète l'entité pour 82,5 millions de dollars. Carl Icahn sera conseiller spécial du président Donald Trump de décembre 2016 à août 2017 sur les questions de régulations économiques.

## Les bâtis
1. ↑  (en) David Segal, « What Donald Trump’s Plaza Deal Reveals About His White House Bid », The New York Times,‎ 16 janvier 2016 (lire en ligne)
2. 1 2  (en) Daniel Gill et Deborah Swann, « The Bankruptcies Behind Trump’s ‘King of Debt’ Claim », BNA,‎ 1er novembre 2016 (lire en ligne)
3. 1 2 3  (en) Shawn Tully, « How Donald Trump Made Millions Off His Biggest Business Failure », Fortune,‎ 10 mars 2016 (lire en ligne)
4. ↑  (en) Catherine Clifford, « Trump casino group in bankruptcy », CNN Money,‎ 17 février 2009 (lire en ligne)
5. ↑  (en) « Trump Entertainment Resorts files for Chapter 11 bankruptcy protection », CNBC,‎ 9 septembre 2014 (lire en ligne)
6. ↑  (en) Reuben Kramer, « Trump Entertainment Resorts CEO resigns », Press of Atlantic City,‎ 14 octobre 2015 (lire en ligne)
7. ↑  (en) Brendan Byrne, « Trump Entertainment Resorts Exits Bankruptcy With A Little Help From Icahn », Vale Walk,‎ 2 mars 2016 (lire en ligne)
8. ↑  (en) Jackie Wattles, « Billionaire Carl Icahn steps down as adviser to President Trump », CNN Money,‎ 18 ao&ut 2018 (lire en ligne)

### Les bâtiments
- The Trump Organization
- Trump Taj Mahal
- Carl Icahn

### Les affaires de Mrs Trump
- (en) Filiales de Trump Entertainment Resorts (2005)